# Bonkiman jezik
Bonkiman jezik (ISO 639-3: ISO 639-3: bop), transnovogvinejski jezik kojim govore Papuanci u papua-novogvinejskim provincijama Madang i Morobe. Ima svega 180 govornika (1991 SIL).
Jedan je od šest jezika finisterreske podskupine yupna. kao drugim jezikom narod se služi tok pisinom.

## Vanjske poveznice
- Ethnologue (14th)
- Ethnologue (15th)